# 湊鶴吉
湊 鶴吉（みなと つるきち、1872年10月〈明治5年9月〉 - 1945年〈昭和20年〉11月20日）は、日本の政治家。秋田市会議長や秋田市長（第7代）を務めた。

## 経歴
秋田県出身。湊弥七の二男として生まれる。1895年（明治28年）3月、慶應義塾を卒業し、秋田市会議長、秋田銀行監査を経て、1932年（昭和7年）10月、秋田市長に就任した。
市長在任中は、雄物川の改修工事の推進、保育園や小学校の建設、秋田婦人ホーム楢山母子寮開設への助成などに尽力した。
墓所は秋田市満福寺にある。

## 親族
- 父 湊弥七（秋田銀行監査役）[8]